# Санники (Польща)
Санники (пол. Sanniki) — місто в центральній Польщі, у гміні Санники Гостинінського повіту Мазовецького воєводства. Має статус міста з 1 січня 2018 року.

## Населення
У другій половині 19 століття в поселенні налічувалося 1 912 мешканців, з них 1 807 католиків, 50 євангелістів, 10 баптистів та 44 юдеї, письменних — 110. Будинків 89, з них 16 мурованих.

## Історія
У давнину — князівське село. Парафію утворив мазовецький князь Земовит, у 1441 році, про що свідчить запис в актах познанської консисторії від 12 грудня 1626 року. У 1462 році називалося Саннійки (пол. Sannijki) — тоді князь мазовецький Владислав надав село, разом з іншими землями гостинськими, у власність своїй матері, княгині Анні. Згадується в люстрації 16 століття, де місцевий парох скаржився люстраторам, що гостинські старости забрали наданий йому князем Земовитом город. Відповідно до люстрації 1771 року, село входило до Санницького староства гостинської землі равського воєводства. Належало вітебському войському Йозефові Сологубу. За кілька років надане сеймом гостинському земському писарові Вацлавові Заблоцькому.
У другій половині 19 століття — село, фільварок та фабричне селище у Гостинінському повіті, входило до ґміни та парафії у Санниках, за 26 верст від Ловича, з котрим з'єднувалося битим шляхом, 25 верст від Гостиніна та 19 верст Вісли. Поселення мало мурований парафіяльний костел, початкову школу, притулок для убогих, фабричний шпиталь. Тут розміщувалися суд та управа ґміни. Працювали цукроварня, гуральня (збудована 1875 року), тартак, цегельня, заїзд із рестораном, горілчана гуртовня, 6 магазинів, 3 пекарні, 4 м'ясники, 12 інших ремісників.
Станом на 1875 рік фільварок налічував 1 066 моргів угідь, з них 910 моргів становила рілля, луки — 1 морг, невживаних земель — 152 морги, мурованих будинків 26, дерев'яних — 11. Господарство велося за 4-ма 12-пільними сівозмінами. Раніше до складу Санниківського ключа належали власне Санники (44 двори та 952 морги землі), с. Крубін (68 та 1 091 відповідно), Чижево (41 та 1 209), Старополе (29, 602), Бжезіни (2, 25), Борки (28, 424), Кемпа-Волкова (2, 30), Пяски (38, 281), Румунки (25, 263), Трошин-Німецький (52, 446), Трошинек (18, 214), Пьотрковек (66, 1 260), Трошин-Польський (54, 526), Ольшини (25, 95), селище Ново-Буди (15 моргів), с-ще Потршебна (5 моргів).
Цукроварню збудовано підприємством «Прушакув та спілка» у 1849 році, у 1854 та 1859 роках проведено реконструкцію фабрики, у 1877 році модернізовано виробництво, 1880 року запроваджено дифузійну систему. У 1882 році підприємство реорганізоване в акціонерне товариство зі статутним капіталом 1 млн рублів, розділеним на тисячу акцій. Акціонерами фабрики стали брати Натансони. Підприємство складалося з кількох будівель, з'єднаних з головним 5-поверховим корпусом. Виробництво складалося з 2 дифузійних батарей по 10 дифузорів кожна. До кожного дифузора входило по 35 пудів бурякової маси. Було чотири мідних вакуумних апарати та один залізний, 16 парових котлів, 4 печі та 16 парових машин потужністю 200 кінських сил. Постійних працівників — 300, сезонних — до 800. Фабрика може перероблювати до 250 тис. корців (центнерів) буряків, в середньому переробляє 200 тис. корців з річним обсягом 5 млн фунтів цукру, який переважно йде до Росії. При фабриці був шпиталь.
У 1862 році, стараннями місцевого пароха, ксьондза Лукашевського, збудовано новий костел, на місці старого. Будівництво фінансоване з парафіяльних внесків, при значних пожертвах місцевих поміщиків. Також значно доклалися до будівництва власники цукроварні Якуб Натансон зі співвласниками.